# Kreis Stralsund
De Kreis Stralsund was een Kreis in de Bezirk Rostock in de Duitse Democratische Republiek van 1952 tot en met 1994.

## Geschiedenis
De (Land)kreis Stralsund was in eerste instantie van 1946 tot 1952 de directe opvolger van de Landkreis Franzburg-Barth, als gevolg van de verplaatsing van het kreisbestuur naar Stralsund. Na de herindeling dei op 25 juli 1952 van kracht werd, ontstond daarmee een uit de oostelijke delen van de oude Landkreis Stralsund en enkele gemeenten in het noordwesten van de oude Landkreis Grimmen nieuw Kreis Stralsund in de eveneens nieuw gevormde Bezirk Rostock. Het westelijke deel van de oude Landkreis Stralsund ging daarbij op in de nieuw gevormde Kreis Ribnitz-Damgarten, nadat reeds in 1950 enkele gemeenten en de stad Damgarten van Stralsund werden afgesplitst. De kreis kwam bij de hereniging van Duitsland op 3 oktober 1990 in de nieuw gevormde deelstaat Mecklenburg-Voor-Pommeren te liggen. Op 12 juni 1994 werd de kreis, sinds 17 mei 1990 als landkreis aangeduid, opgeheven en vormde sindsdien tot aan de herindeling van 2011 samen met de eveneens opgeheven landkreisen Ribnitz-Damgarten en Grimmen de Landkreis Nordvorpommern.

## Steden en gemeenten
De Landkreis Stralsund had op 3 oktober 1990 30 gemeenten, waaronder drie steden:
| - Altenhagen - Altenpleen - Buchholz - Drechow - Franzburg, stad - Gremersdorf - Groß Kordshagen - Groß Mohrdorf - Hugoldsdorf - Jakobsdorf | - Karnin - Klausdorf - Kramerhof - Kummerow - Lüssow - Millienhagen - Neu Bartelshagen - Niepars - Oebelitz - Pantelitz | - Preetz - Prohn - Richtenberg, stad - Schuenhagen - Siemersdorf - Steinhagen - Tribsees, stad - Velgast - Weitenhagen - Wendorf |